# 香港太子駅襲撃事件
香港太子駅襲撃事件（たいしえきしゅうげきじけん、中国語: 太子站襲擊事件、英語: Prince Edward station attack）は、2019年8月31日の夜、同日に抗議が行われた後、香港警察がMTR太子駅（プリンス・エドワード駅）で市民に対し無差別攻撃を与えた事件。 
8月31日に発生したため、831・8月31日の太子駅事件・8月31日のMTR駅事件・831事件・太子テロ事件とも呼ばれる。

## タイムライン

警察官に暴力を受ける乗客。

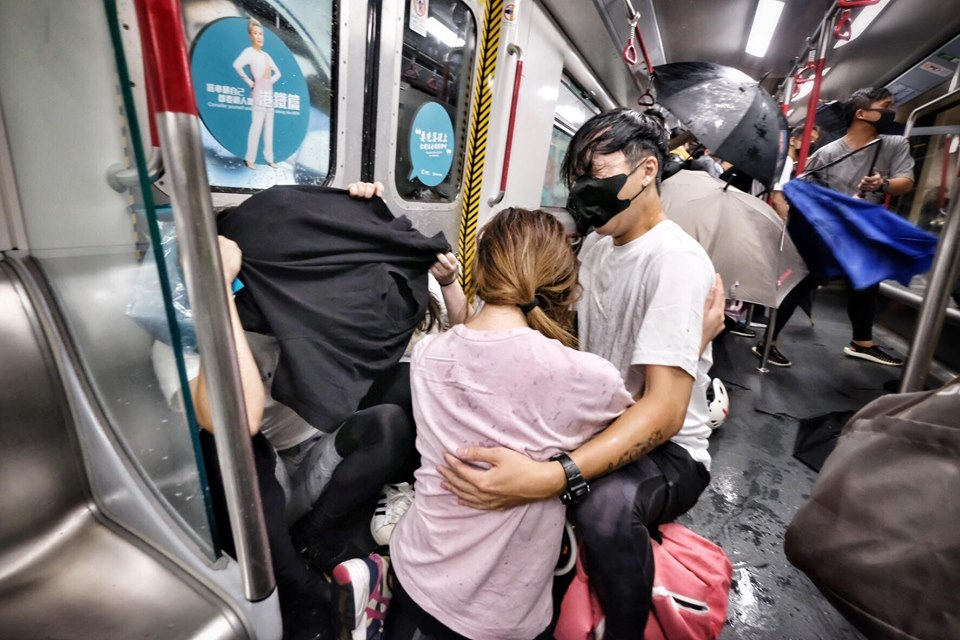
列車に突入してきた警察官に怯える乗客。

太子駅にて親中派市民と民主派市民の小競り合いをきっかけに、警察の特殊戦術小隊の隊員らがMTRの車両までデモ参加者を追いかけて催涙スプレーを噴射した上、無抵抗の参加者を警棒で次々と殴打する。「警察は黒社会だ」と叫ぶ人を映した動画がテレビやネットで繰り返し流れた。
特殊戦術小隊の突入後、駅構内は完全に封鎖され、マスコミはもちろんのこと救急隊員すら締め出された。この後、警察は「負傷者を太子駅からではなく、特別列車で別の駅に移送してから病院に搬送した」という。

## 余波
この事件における負傷者数の発表が当初警察発表と消防発表で3人食い違っていたこと、香港MTRが事件当時の監視カメラ映像を一部しか開示しなかったことから、この3名は警察により殺害されたと民主派市民の間で信じられているが、真相はわかっていない。

## 反応
この事件は、 2019年7月の元朗襲撃事件の警察バージョンと説明されており、警察はテロリストのように振る舞うと非難されている。数人の抗議者が駅で殴打されて殺されたという噂が広まったが、警察は否定した。しかし、駅の1つの出口の外に住む人々のグループによって追悼の集会が開かれた。